# Alfonso Pecoraro Scanio
Alfonso Pecoraro Scanio (son nom de famille est Pecoraro Scanio), né le 13 mars 1959 à Salerne, en Campanie, est un homme politique italien de tendance écologiste, président de I Verdi (le parti Vert italien) depuis 2001.

## Biographie
Né à Salerne (Campanie), le 13 mars 1959, Alfonso Pecoraro Scanio est un avocat, journaliste et publicitaire. Il a soutenu les principales causes nationales italiennes (comme le financement public des partis, la restriction de la chasse, l'abandon du nucléaire, l'abolition de la peine de mort, contre la faim dans le monde et pour les droits de l'homme).
Du 26 avril 2000 au 13 mai 2001, il a été le premier ministre Vert au monde à détenir le portefeuille d'un ministère de l'Agriculture et Forêts (en italien : Politiche agricole e forestali). Le 17 mai 2006, il est à nouveau ministre, cette fois avec le portefeuille de l'Environnement dans le gouvernement Romano Prodi II.
Pecoraro Scanio a été accusé de comportement populiste et opportuniste à cause de sa prise de position sur le scandale des déchets à Naples.
Il est ouvertement bisexuel.
Alfonso Pecoraro Scanio a perdu son siège de député aux élections générales de 2008.